# 黒松沙士
黒松沙士（くろまつさし、ヘイソンサースー、台湾繁体字：黑松沙士、英語表記：HeySong Sarsaparilla）は台湾の炭酸飲料である。

## 概要
1950年発売。台湾の大手飲料メーカー、黒松公司の看板商品であり、サルサパリラというサルトリイバラ科の植物の根から抽出されたエキスをベースにした炭酸飲料である。ハーブを用いる飲料としてはルートビアやドクターペッパーに近い。メントールに似た独特なハッカ臭が特徴。台湾では通常のタイプのほか、加塩タイプも売られている。
台湾では「台湾コーラ」として親しまれ、コーラと同等に飲まれている。姉妹品に黒松汽水という炭酸飲料もある（1931年に「黒松炭酸水」として誕生。味はスプライトや三ツ矢サイダーと似ている）。
一時キャンペーン期間中にはアニメのキャラクターが印刷されている缶もあった。確認されているものにドラえもんや涼宮ハルヒ、パワーパフガールズなどの外国のキャラクターが印刷されていた。

## 種類
- 普通のもの
- 加塩 - 塩味を加えたもの
- スウィーティー - 柑橘類のスウィーティーの風味を加えたもの
- ICE - ミントの風味をより強化したもの